# Uvodi u filozofiju
Postoji relativno velik broj knjiga naslovljenih Uvod u filozofiju, Povijest filozofije ili slično. One su međusobno vrlo raznolike, u skladu s problemom navedenim u uvodu članka Filozofija: nemoguće je definirati filozofiju; ima isto toliko definicija, koliko ima filozofa. Uvod u filozofiju već je sama filozofija. Uvodi u filozofiju uvijek se iznova pišu. Knjige navedene u ovom članku nastale su tijekom posljednjih stotinu godina, a ona najnovija (od M. Cipre iz 2007.) je možda i najviše tradicionalistička,
Ovdje navedene knjige mogu se podijeliti na tri grupe u pogledu pristupa uvođenju u filozofiju (neke kombiniraju dva ili sva tri pristupa):
1. Sustavni i manje-više iscrpni pregledi disciplina, škola, problema, teza
2. Povijesni pregledi
3. Uvodi koji bez suzdržavanja uvode čitatelja i studenta u svoju filozofiju (vidi poglavlje Jedna filozofija i razne filozofije u članku Filozofija).

Neke su popularno pisane, namijenjene laicima; druge su udžbenici za studente, a treće su zapravo teško promišljanje namijenjeno školovanim filozofima.
U ovom članku, namijenjenom zainteresiranim laicima i početnicima u filozofiji, dajemo kratke prikaze onih knjiga koje su pristupačne na hrvatskom jeziku. Knjige su navedene redoslijedom prezimena autora. Autori su raznolikih uvjerenja i metoda, pa sveukupno ovaj članak može biti korisna dopuna članku filozofija. Pogledajte također Popis literature u članku "Filozofija".

## Anzenbacher:Filozofija. Uvod u filozofiju
Arno Anzenbacher: Filozofija. Uvod u filozofiju, Zagreb: Školska knjiga, 1995. (Einführung in die Philosophie, Wien: Herder & Co., 1981.)
Udžbenik za gimnazije, u upotrebi u Hrvatskoj od 1992. Prijevod s njemačkog izdanja iz 1981. Po stilu, više je priručnik za nastavnika i podsjetnik nego pravi udžbenik. Prije ovoga, u Hrvatskoj nije bilo srednjoškolskog udžbenika filozofije (samo povijesti filozofije).

### Struktura knjige
Anzenbacher filozofiju prikazuje sustavno, prema temama kojima se bavi. Prvo poglavlje nosi naslov Što je filozofija, a zatim, umjesto povijesnog pregleda, slijedi poglavlje Suvremena filozofija. Ukratko su prikazani fenomenologija, analitička filozofija i marksizam, te još nekoliko autora i pravaca pod zajedničkim naslovom "pojedinačne pozicije".
U tom pregledu nedostaje prikaz strukturalizma i post-strukturalističke postmoderne dekonstrukcije).
Autoru je najbliža fenomenološka pozicija, što je vidljivo već na prvim stranicama (pojmovi kao "egzistencija", "bitak-u-svijetu", "pred-znanstveno predznanje" isl).
Slijedi pet poglavlja naslovljenih osnovnim filozofskim pojmovima: Zbiljnost, Spoznaja, Čovjek, Etika, Bog. U okviru tih poglavlja Anzenbacher ide u mnoge potankosti, prikazujući pristupe i stavove raznih filozofa o pojedinačnim problemima. Iskazi su sažeti, dano je mnogo informacija, naporni su za razumijevanje i učenje. Zato u pogovoru Franjo Zenko piše: »Iako može poslužiti kao udžbenik, knjiga je prije svega nastavni priručnik za nastavnika. (…) Knjiga može funkcionirati i kao mala filozofska hrestomatija, ali i kao zanimljivo filozofsko štivo.«

### Tri glavna pravca u filozofiji
Filozofska učenja Anzenbacher svrstava u tri glavna pravca, polazeći od onog što naziva platonovski trokut: apsolut (ideja, Bog), Ja (subjekt, duša) i bitak (supstancija, svijet). »Sklopom bitak - ja - ideja (ili priroda - subjekt - apsolut, ili svijet - duša - Bog) trokut opisuje ukupan prostor teorijske filozofije.« (str. 29) Otuda slijede tri osnovne filozofske pozicije, ovisno o tome od kojeg se "kuta" polazi.
1. Filozofija bitka pita o bitku na kojem se temelje pojave i o uvjetima mogućnosti iskustva u ne-ja. Glavni predstavnik: Aristotel.
2. Ja-filozofija ide obrnutim putem: počinje od subjekta i pita o mogućnostima iskustva u ja. Takvo je iskustvo prvenstveno transcendentalno usmjereno. Glavni predstavnik: Kant.
3. Filozofija duha: mišljenje polazi od ideje, i sa stajališta ideje razmatra uvjete mogućnosti iskustva. Glavni predstavnik: Hegel.

### Filozofija i "realne" znanosti
Autoru je vrlo važno razgraničiti filozofiju od "realnih" znanosti (to su "znanosti" u danas uobičajenom smislu riječi: prirodne znanosti i društvene ako su egzaktne) i sačuvati njen specifični položaj i ulogu.
»Filozofija ne može imati svoju metodu, nego je metoda filozofije i sama filozofski problem. Na pitanje o tome kako treba filozofirati može se dakle odgovoriti jedino u samoj filozofiji.« (str.5) »Vrlo staro metodološko načelo govori da nijedna znanost sama sebi ne zadaje objekt i metodu. Primjerice, pitanje kako povjesničar utvrđuje svoj predmet i određuje svoju metodu sâmo nije povijesno pitanje.« (str. 8) »Filozofija i realne znanosti pretpostavljaju istu polaznu točku: pred-znanstveno, svakidašnje iskustvo.« (str. 8) »Čini se da samo filozofija može sa stajališta cjeline pokazati pojedinačnim znanostima njihovo mjesto u cjelini.« (str. 10) »Filozofija nije empirijska znanost, već ne-empirijska znanost o empirijskome.« (str. 11) »Ona je fundamentalna znanost zato što pita o krajnjim, a ne empirjskim temeljima, dakle o fundamentu svega empirijskog.« (str. 19)
Mnogi suvremeni filozofi (analitičari, marksisti idr.) neće se složiti s ovim stavovima pretenzijama, odbacujući ih kao zastarjelu metafiziku. U praksi, svi pokušaji filozofa da »pokažu pojedinim znanositma njihovo mjesto u cjelini«, imali su na znanstvenike vrlo malo utjecaja; znanstvenici sami, kroz multidisciplinarna istraživanja, grade cjelinu. U historiografiji, povjesničari se ipak sami bave diskusijom o predmetu i metodi (metodama) svoje znanosti, a razne filozofije povijesti na njihov rad imaju vrlo mali utjecaj.
O značaju i nezavisnosti filozofije u odnosu na znanosti autor ne spominje jednu jednostavnu (moguću) razliku: znanost se bavi samo svijetom kakav jest, a ne i onim kakav on treba biti. David Hume je u 17. stoljeću uvidio da se stavovi o onome "treba" nikada ne mogu izvesti iz stavova o onome što "jest"; ta činjenica, može se argumentirati, načelno garantira nezavisnost filozofije u odnosu na znanost. To dolazi do izražaja u kritičkoj teoriji društva i drugim ne-dogmatskim pravcima unutar marksizma (stvaralački marksizam, "novomarksizam"), za koje Anzenbacher ima pohvalne riječi (str .53). Kao fenomenolog, on je usmjeren na "same stvari", na "svijet kakav jest", "iskustvenu zbilju", ne na promišljanje mogućnosti drugačijih svjetova (što onda ostaje djelatnost ne filozofije, nego poezije i mita).

### Filozofija kao kritika. Definicija filozofije
Anzenbacher međutim smatra važnom kritiku zbilje, odnosno postojećeg svijeta: »Zato što pita o uvjetima mogućnosti iskustvene zbilje, filozofija načelno dovodi u pitanje cijeli naš (svakidašnji ili uz pomoć pojedinačne znanosti dokučen) iskustveni svijet. Ona je univerzalna kritika koja svako mnijenje, svaki svjetonazor, svaku smislenu tvorevinu podvrgava svojoj prosudbi kao umna znanost. Ona je kritika ideologije, religije, znanosti, tehnologije, društva. Ona se bori protiv svakoga nekritičnog dogmatizma i time u društvu obavlja prosvjetiteljsku funkciju.« (str. 20)
Slijedi, kao sažetak, sljedeća definicija filozofije: »Filozofija je kritička umna znanost o uvjetima mogućnosti iskustvene zbilje kao cjeline.« (str. 20)
Kao i svaki drugi pokušaj definicije filozofije, i ovaj postavlja nerazjašnjenja pitanja. Kada bismo pokušali precizno definirati viši rodni pojam "znanost" koji se ovdje javlja (i razgraničiti prema "neznanostima"), pa onda razjasniti razliku između "umnih" i "neumnih" znanosti, pa "kritičkih" i "nekrititičkih", odmah bismo se našli u šumu filozofskih kontroverzi gdje je nemoguće da se svi filozofi o bilo čemu slože. Analitički i marksistički filozofi ne bi se složili s ovom definicijom. To je opis (deskripcija, a ne definicija) jednog pravca (načina) mišljenja u filozofiji. Svakako, za učenika koji pokazuje određene simpatije za filozofiju značajan je i može biti poticajan, ali treba imati u vidu i navedena ograničenja.

## Badiou:Manifest za filozofiju
Alain Badiou: Manifest za filozofiju, Zagreb: Naklada Jesenski i Turk, 2001.  Prijevod s francuskog: Gordana V. Popović. (Manifeste pour la philosophie, Paris: Éditions du Seuil, 1989)
U ovoj knjižici (90-ak stanica malog formata), objavljenoj na francuskom 1989., suvremeni francuski filozof Alain Badiou širu publiku izlaže osnovne teze svojih prethodnih opsežnijih rasprava o tome što to jest filozofija. Predmet Badiouovog interesa je suvremena situacija filozofije i njena moguća budućnost. Dakle ne "uvod u filozofiju", nego njen kraj i novi početak. Početniku, pa i onome tko ima predznanja, bit će teško uživjeti se, ali vrijedi truda. Širi prikaz sadržaja vidi u članku o autoru.
Nasuprot tezi o "kraju filozofije", Badiou se okreće propitivanju uvjeta u kojima je filozofija moguća. Postoje četiri vrste istine: znanstvena, umjetnička, politička i ljubavna. Filozofija sama ne uspostavlja nikakvu istinu, nego omogućava zajednički prostor u kojem se četiri vrste istine mogu susresti. Time ona omogućuje njihovo pojmovno jedinstvo. Filozofija biva blokirana, ako se svodi ("ušavljuje") na jedan od svojih uvjeta. Zato je danas zadatak filozofije "raz-šavljivanje. U tome se gradi novi pojam istine kao mnoštvene, te novi pojam subjekta.

## Blackburn:Poziv na misao
- Simon Blackburn: Poziv na misao. Poticajni uvod u filozofiju, Zagreb: AGM, 2002. Pogovor: Milivoj Solar (str. 237-240) (Think. A compelling introducion to philosophy,  1999)

Ovo je sustavni uvod u filozofsko mišljenje, čiji je autor suvremeni britanski filozof analitičke orijentacije. Nakon uvoda, knjiga je strukturirana u osam poglavlja (začudo, u hrvatskom izdanju nedostaje sadržaj!): Znanje; Duh; Slobodna volja; Sebstvo; Bog, Rasuđivanje; Svijet; Što učiniti. Razmatranje započinje Descartesom: »Mogli bismo reći: sve je započelo [Tj. započela je moderna filozofija] 10. studenoga 1619.« (str. 17) U sljedećim poglavljima razmatra razne probleme koje postavlja Descartov pristup i kako su ih rješavali mislioci sljedeća dva stoljeća, završno s Kantom. Osobito razmatra razne probleme koje postavlja dualizam duha i tijela. Osim njih, poziva se samo na Wittgensteina i njegove nasljednike, analitičke filozofe.

### Konceptualni inženjering
Blackburn, s obzirom na »nesretne konotacije« riječi "filozofija", uvodi termin konceptualni inženjering. »Jednako kao što inženjer proučava strukture materijalnih stvari, filozof proučava strukturu mišljenja.« (str. 7) Baviti se "konceptualnim inženjeringom" znači podvrgavati refleksiji pojmove, postupke i uvjerenja kojima se inače nekritički koristimo. Filozofija je u posljednjih 2000 godina »ustrajala na tome da nije vrijedno živjeti nepreispitanim životom. (…) Poistovjetila je kritičku samorefleksiju sa slobodom.« (str. 15) Refleksija međutim mora biti »bezinteresna«. (str. 16) Konceptualni inženjering treba »izdvojiti i učiniti eksplicitnim stvarne elemente našeg mišljenja« i doći do »prihvatljivoga i održivog skupa pojmova i načela« i tako naše misli i navike »staviti pod nadzor razbora«. (str. 83)
No, ne može se uvijek doći do jasnog rješenja. Konceptualni inženjering također »služi jasnijem ocrtavanju alternativnih struktura misli, a njih je puno«. (str. 95) Svrha Blackburnovih razmatranja je »obrana kritičke refleksije« nasuprot cinizmu. »Smatram da proces razumijevanja problema sam po sebi predstavlja vrijednost. Ako je pritom ishod ono što Hume naziva "ublaženim skepticizmom", odnosno ako je ishod osjećaj koliko nam čedna skromnost pristaje u intelektualnoj spekulaciji, to nije tako loše. Svijet je pun ideja, a rastuća svijest o njihovoj snazi, o njihovoj varljivosti, poteškoćama i slabostima zacijelo mu nije posve suvišna.« (str. 232)

### Jedno određeno stajalište
Blackburnov "Poziv na misao" može biti vrlo zanimljiv i poticajan, a njegovo upozorenje na potrebu skromnosti u spekulaciji i uvažavanje mogućih »alternativnih struktura misli« nezaobilazno je za onoga tko na početku 21. stoljeća teži mudrosti. Čitatelj međutim mora znati da, kada on kaže: »Nisam vas pokušavao uvjeriti u neku određenu teoriju ili stajalište« (str. 232), to je točno za prvo (teorija), ali nikako za drugo (stajalište). Njegovo je stajalište inačica kritičkog racionalizma. On predočuje jednu određenu filozofsku tradiciju, a da ne daje nikakve naznake da su i drugačije moguće. Ta tradicija određuje pojam filozofije znatno uže nego ona koju Milivoj Solar u pogovoru naziva "srednjeeuropskom"; nešto šire bi bile tradicije koje sami analitičari sumarno označaju kao "kontinentalnu filozofiju".
Ono što zove "konceptualni inženjering" šire je od Strawsonove "konceptualne analize"; ali daleko od toga da je to sva filozofija. Blackburn nije na visini svojeg upozorenja  ("treba uvažavati moguće alternative") kad druge pristupe uopće ne spominje. Friedrich Nietzsche se usput spominje u jednoj rečenici kao "osoba", a ne kao "filozof" (str. 28). Jednu je rečenicu posvetio i Marxu, da bi rekao da je njegova izjava o mijenjanju svijeta (slavna 11. teza o Feuerbachu) »jedna od najpoznatijih besmislenih izreka svih vremena«. (str. 15) I to je sve o "ne-analitičkim" misliocima nakon Kanta! Bertrand Russell u svojoj Mudrosti Zapada izražava nezadovoljstvo "analitičkom skolastikom".
Zašto Nietzscheove i Marxove "besmislice" – i također Hegelove, Sartreove, Derridine itd. – tako snažno djeluju na inteligentne ljude, koji nastoje na "refleksiji" i "preispitivanju"? To je filozofski problem, kojeg »konceptualni inženjering« ne može razriješiti: može samo konstatirati kako su neki ljudi, eto, "nerazboriti".

## Bocheński:Uvod u filozofsko mišljenje
J. M. Bochenski: Uvod u filozofsko mišljenje, Split: Verbum, 1997. Prijevod s njemačkog: Ivan Šestak. Pogovor: Ivan Macan. (Wege zum philosophichen Denken, Freiburg im Breisgau, 1991.)
Knjižica poljskog autora (piše uglavnom na njemačkom) analitičke orijentacije (također je i katolički redovnik, dominikanac), nastala na temelju popularne serije radijskih predavanja iz 1958. Doživjela je (do 1997.) 23 izdanja u preko 200.000 primjeraka, te je prevedena na desetak jezika. Namijenjena je dakle potpunim laicima.

### Deset "meditacija"
U deset kratkih predavanja (ili, kako sam kaže, "meditacija"), autor razmatra značenje temeljnih pojmova: zakon, filozofija, spoznaja, istina, mišljenje, vrijednost, čovjek, bitak, društvo, apsolutno. Razlaže problem i moguća rješenja polazeći od onog gledišta koje sam smatra ispravnim; ističe da je "objektivnog" prikaza filozofskih temeljnih problema nema i ne može biti. (str. 6) Stil je izrazito jasan, jednostavnim riječima zahvaćene su razne postojeće koncepcije. Dakako, čitatelj se ne mora uvijek složiti s autorovim pristupom. S raznih stajališta moglo bi se zamijeriti preveliko simplificiranje, a ponuđena rješenja kao zastarjela metafizika.

### Osobenost filozofije nasuprot drugim znanostima
'O filozofiji veli: »Svatko bar ponekad filozofira, i ima malo riječi koje bi imale tako mnogo značenja kao "filozofija".« (str. 19) Zastupnici različitih koncepcija kažu o zastupnicima drugih da uopće nisu filozofi. (str. 25) Nasuprot suvremenim smjerovima koji reduciraju područje filozofije na neko posebno područje (spoznaja, vrijednosti, čovjek, jezik), Bocheński brani klasični stav da je filozofija »univerzalna znanost«. Ona se bavi svim problemima kojima se bave i posebne znanosti, ali razlikuje se po svojom metodi i po svojem kutu gledanja: ona se ne odriče nijedne moguće metode, te svaki predmet promatra pod vidikom njegovih granica i temelja. Postavlja pitanja koje posebne znanosti ili ljudi u svakodnevnici ne postavljaju: što je to soznaja, što je zakon, što je smisao isl.

## De Botton: Utjehe filozofije
Alain de Botton: Utjehe filozofije, Zagreb: Sysprint, 2002. (izdanje na engleskom 2000.)
Knjiga mladog autora (r. 1969.), koji je rođen u Švicarskoj a profesor je filozofije u Londonu, pisana je po istom obrascu kao njegova ranija uspješnica Kako vam Proust može promijeniti život, koja je također prevedena na hrvatski. Za ovu je knjigu posudio naslov koji je prije 1500 godina (doduše, u jednini, "utjeha") upotrijebio Boetije, autor koji je pisao u doba nakon propasti Rimskog Carstva, posljednji mislilac umiruće antičke "paganske" tradicije.
De Botton pristupa vodećim filozofima prošlosti, tragajući za odgovorom na pitanje: kako vam filozofija može pomoći u sukobu sa životnim nedaćama? Stil mu je ležeran, bez patosa; poziva se na  (Michela de Montaignea: »ne postoji opravdana razlog zašto bi knjige s područja humanističkih znanosti bile teške i dosadne; mudrost ne traži osobit rječnik ili sintaksu, a čitateljstvo od zamaranja nema ništa« (str. 158). Citira njihove izreke, ali još više pažnje posvećuje načinu života i najvažnijim epizodama njihovog života (i smrti). Zanima ga: što su oni smatrali "mudrim"? Da li ih je njihovo "mudroljublje" učinilo mudrim, i na koji način? Mogu li nam biti učitelji života, a ne samo "filozofije" kao struke?
De Botton citira de Montaigneove kritičke riječi sustavu obrazovanja u XVI. stoljeću, koje vjerojatno smatra primjenljivim i za današnji školski stil naučavanja filozofije:
Rado se vraćam na temu besmisla našeg obrazovanja: nije mu cilj da nas učini dobrima i mudrima, nego učenima. I uspjelo je. Nije nas naučilo da tražimo vrlinu i da priglimo mudrost: uztovilo nam je njihovu izvedenicu i etimologiju. (cit. na str. 154)
Iz ove knjige nećete gotovo ništa saznati o metafizici koju npr. Eugen Fink u dolje prikazanom Uvodu u filozofiju praktički izjednačava s filozofijom u cijelosti. Neće vas dobro pripremiti za polaganje ispita iz filozofije u gimnaziji ili na fakultetu. Ali, dat će vam uvid u to zašto su neki ljudi u prošlosti "ljubav prema mudrosti" smatrali nečim poželjnim. A možda vam čak i pruži određenu utjehu u vašim životnim nevoljama. Možda vas učini i malkice mudrijima.
Kad bismo ljudima davali pismene ispite iz mudrosti, a ne učenosti, ljestvica inteligencije vjerojatno bi se odmah preustrojila - i dobili bismo neočekivanu novu elitu.(str. 157)
Drugi će međutim zaključiti da je ovo knjiga za gubitnike i plašljivce; i moći će, ako imaju određeno filozofsko obrazovanje, navesti raznolike filozofe u korist svoje teze. De Botton citira Seneku, koji kaže »da smo mudri ako uspijemo točno razabrati gdje stvarnost možemo oblikovati prema svojim željama, a gdje moramo prihvatiti ono što ne možemo promijeniti.« (str. 109) Drugi mislioci, okrenuti akciji a ne mišljenju kao takvom, rekli bi da ne možemo znati gdje nešto "ne možemo promijeniti" ako ne pokušamo.
Knjiga je podjeljena u šest poglavlja, a svako ima jednog filozofa kao glavnog "junaka". Popraćena je, u stilu danas neizbježne "multimedije", brojnim ilustracijama, nekim primjerima iz današnjice (osobito je zanimljivo poglavlje "Suvremena ljubavna priča sa Schopenhauerovskim bilješkama", str. 183-198), te ponekom naizgled banalnom sličicom iz piščevog života.
1. Utjeha za neprihvaćenost (Sokrat)
2. Utjeha za novčanu oskudicu (Epikur)
3. Utjeha za frustracije (Seneka)
4. Utjeha za neprimjerenost (Michel de Montaigne)
5. Utjeha za slomljeno srce (Arthur Schopenhauer)
6. Utjeha za poteškoće (Friedrich Nietzsche)

## Cipra:Uvod u filozofiju
Marijan Cipra: Uvod u filozofiju, Zagreb: Matica Hrvatska, 2007.
Autor ove knjižice brani tradicionalnu filozofiju i posebno metafiziku pred najezdom skepticizma i postmoderne dekonstrukcije. Cipra razmatra "metamorfoze metafizike" (kako glasi naslov njegove najvažnije knjige, pisane prije 30 godina), od početaka u Grčkoj do Hegela. Slijedi niti povijesnog razvoja i logičkog razmatranja, ali u stilu ima i književničke hirovitosti. Na kraju, obrana filozofije ne uspjeva: ona se mora okrenuti vjeri.
U posebnom poglavnju razmatra odnos filozofije i Objave, razuma i vjere. Hybris novovjekovnog subjekta doživljava svoj vrhunac u Nietzscheovoj objavi: "Bog je mrtav, a Krist je idiot." Nietzsche je međutim posljednjih 18 godina života vegetirao pomračena uma. »Tako filozofija i teologija završavaju svoju europsku povijest demencijom, potpunim ludilom koje se čini nepovratnim.« (str. 48)
Posljednje poglavlje naslovljeno je  Posthegelovska filozofija i budućnost filozofije. »Poslije Hegela filozofija nalikuje na razbijeno ogledalo apsolutnog duha.« (str. 74) Zanimljivo je da nasuprot Heidegggeru, koji je pozdravio Hitlera kao svojeg junaka, ističe ne samo sudbinu pokrštene Židovke, karmelićanke Edith Stein, koja je ubijena u plinskoj komori, nego i vrijednost njenog filozofskog rada. Njeno veliko djelo Konačni i vječni bitak - jedan uspon prema smislu bitka pokušaj je sinteze fenomenologije i tomizma. »Beskonačno nadmašuje Heideggera svojim hrabrim obraćanjem i autentičnom mišlju o Božjoj potenciji i aktualnosti.« (str. 78)
Dvadeseto stoljeće donijelo je užase i posvemašnju nesigurnost. U traganju za novim početkom, mi današnji moramo se vratiti Parmenidu i Heraklitu. »Tek otamo mogu nam se otvoriti horizonti za jedno nadmoderno shvaćanje svijeta i čovjeka.« (str. 57)  Na posljednjim stranicama, međutim, izlazi da filozofija nije dovoljna sama sebi: potreban je povratak vjeri. »Ateizam je bolest tijela, jer se vjeruje da je čovjek sama sebe stvorio (fizički). Ne susresti se s Kristom jest nesreća, a biti bez duha (Duha Svetoga) jest tupost.« (str. 83)

## Fink:Uvod u filozofiju
Knjižica pod naslovom Uvod u filozofiju, čiji je autor njemački filozof Eugen Fink, priređena je nakon njegove smrti prema predavanjima koja je držao u Freiburgu 1946. Na hrvatskom je izdana 1998. godine, u izdanju Matice hrvatske u Zagrebu. Prevela s njemačkog Božica Zenko, priredio i pogovor napisao Damir Barbarić.

### Riječ priređivača o knjizi
Izdanje na njemačkom za tisak je priredio Franz A. Schwarz. Popratio ga je kratkim pogovorom, iz kojeg citiramo osnovno o Finkovom razmatranju o uvođenju u filozofiju i početku filozofije.
Uvod u filozofiju stoji, prema Eugenu Finku, pred teškim problemom zato što se s najvećom odlučnošću mora postaviti u početak. Stoga takvog uvoda uopće i može biti samo ako filozofiranje uvedemo u nas same. To filozofiranje pak korijeni se u najvišoj obuzetosti i krajnjoj začuđenosti. Ako uopće izvorno započinjemo, taj je početak ujedno i povijestan. Stoga se Eugen Fink u početak filozofije postavlja tako što pušta da se u problemima početka obih njegovih velikih učitelja Edmunda Husserla i Martina Heideggera, a ujedno i onima Hegela i Kanta, pokažu temeljna pitanja same metafizike, i to kao praraščlanjenost filozofije, kao pitanje o sklopu bitka i bivanja, bitka i mišljenja, bitka i privida, tj. kao pitanje o svijetu, istini i Bogu. Možda za "početnika" u filozofiji i nema uvoda boljeg od ovoga. To da taj "uvod" u sklopu praraščlanjenosti pitanja o bitku ujedno izlaže i Finkovo najsvojstvenije pitanje, problem svijeta, to ovaj uvod povrh svega čini i uvodom u vlastiti misaoni put Eugena Finka.

### Savjeti početniku
Nasuprot citiranoj ocjeni da »možda nema boljeg uvoda u filozofiju«, početnika u filozofiji, osobito ako nema ambicija da postane "stručnjak" u toj akademskoj disciplini, Finkova će razlaganja vjerojatno zbuniti. Bit će mu preteška, jer pretpostavlja znatna prehodna znanja o djelima filozofa koja Schwartz spominje u gore navedenom pogovoru. To su zapisana predavanja koja je Fink držao studentima filozofije, koja zapravo nisu uvođenje u filozofiju za ne-filozofe, nego filozofiranje o uvođenju u filozofiju, namijenjeno studentima koji već znaju osnovne postavke svojeg nastavnika.
Riječ je o originalnom autorskom radu posve obilježenom autorovom filozofskom pozicijom, bez pretenzija da se dade sustavni udžbenik ili priručnik. Fink je zastupnik fenomenologije, učenik i vjerni nastavljač Edmunda Husserla. Da bi razumio Finkova izlaganja, čitatelj već mora biti upoznat s Husserlovim učenjem i Finkovim nazorima. Priloženi kratki životopis, koji je napisao Damir Barbarić, nije za to dovoljan. O drugim načinima filozofiranja Fink ne govori.
Ako se prihvatite ove knjige sa željom da spoznate "Što je to, zapravo, filozofija?" (što je osnovno pitanje koje filo-zof kao "mudro-ljub" postavlja - vidi poglavlje Filozofija je ljubav prema mudrosti u članku Filozofija), vjerojatno ćete osjetiti razočaranje. Fink ne daje jasan odgovor na to pitanje. On filozofiju uopće poistovjećuje s onim što Aristotel podrazumijeva pod pojmom prva filozofija odnosno teologija  (ne smije se dakle pobrkati s današnjim pojmom teologija, vezanim uz monoteističke religije), koja je kasnije dobila naziv metafizika. U gore navedenom pasusu, Schwartz također izjednačava "početak filozofije" s "temeljnim pitanjima metafizike". No, da bi se temeljna pitanja stvarno razumjela, potrebne su ozbiljne pripreme. Ovu knjigu moći ćete čitati s razumijevanjem tek nakon što pročitate nekoliko drugih.

## Hirschberger:Mala povijest filozofije
Johannes Hirschberger: Mala povijest filozofije, Zagreb: Školska knjiga, 2002. (2. izd.) Preveli s njemačkog: Pavao Crnjac i Ivan Čehok. (Kleine Philosophiegeschihte, Freiburg: Herder/Spectrum, 1992. 14. izd.) Dodaci hrvatskom izdanju: Ivan Čehok: Mala povijest hrvatske filozofije, str. 175-206. Ivan Čehok i Maja Uzelac: Mali rječnik filozofskih pojmova, str. 209-214.
Priručnik za gimnaziju. Sažetak obujmnije Hirschbergerove "Povijesti filozofije" u dva sveska. Oba izdanja koriste se kao udžbenici za gimnaziju i sveučilišta i doživjeli su niz izdanja u više zemalja. U Hrvatskoj se koristi kao priručnik u gimnazijama od 1995.

### Ideologija, a ne filozofija
Ovu knjiga treba izbjegavati; pisana je kao ideološki pamflet, a ne udžbenik ili priručnik. Slična je nekim knjigama koje su se pojavljavale u doba komunističke vlasti, samo s obrnutim vrednovanjem. Povijest filozofije Borisa Kalina je, filozofski i pedagoški, daleko kvalitetnija.
Prikazi raznih učenja pomiješani su s autorovim parafrazama (koje ponekad bitno mijenjaju smisao), a informacije neraskidivo isprepletene s dodacima i ocjenama. To je učinjeno bez ikakve pedagoške metodike, tako da je učeniku nemoguće shvatiti što je prikaz, što opis, a što komentar. Ocjene su pune predrasuda i proizvoljnosti. Iza toga stoji ideološki cilj da se učeniku utuvi u glavu kako su neka učenja i pravci mišljenja (npr. materijalizam) neprihvatljivi.

#### Osuda sofizma i liberalizma
Tako npr. o sofistima piše: »Zakon je naravi - tako su smatrali - da jači vlada nad slabijim. I ovdje je to bilo "prirodno pravo".« (str. 21) Malo prije toga piše da su sofisti podučavali vještini retorike; vlada onaj koji je vještiji, a ne koji je jači! Autoru je ova laž potrebna, da bi dodao lakonsku tvrdnju: »To će kod Nietzschea i Hobbesa opet oživjeti.« (str. 21) Tu su pak u jednoj rečenici spomenuta dva posve različita filozofa (jedino im je zajedničko da su Herschbergeru antipatični), a učenje o prirodnom pravu svedeno na "pravo jačega", što je točno obrnuto od stvarnog (Herschberger brka Hobbesovo "prirodno stanje" i "prirodno pravo").

#### Osuda materijalizma
U poglavlju o Hobbesu, da bi se diskreditirao njegov materijalizam, iznenada se spominje Staljin, koji je također bio materijalist. (str. 100) Materijalizam je pak u cijelosti »površan i pomalo prostački«. Materijalistička filozofija suprotstavlja se »znanstvenoj filozofiji« i stiče popularnost samo kao »sredstvo političke borbe i propagande«. (str. 137) Nigdje nema nekog općeg uvoda u kojem bi se sistematizirali i objasnili pojmovi, tako da ne znamo što autor misli pod "znanstvena filozofija".
Shvatljivo je da Marx prolazi osobito loše: nema nikakve suvisle informacije o njegovom djelu, a Staljin dobiva više prostora od Marxa. (str. 138-141) Još doznajemo da je marksizam utjecajan ne samo zbog službene indoktrinacije, nego i zbog »skrivene propagande mnogih masmedija«!

#### Osuda prosvjetiteljstva
Odmah na početku poglavlja o prosvjetiteljstvu Hirschberger je smatrao potrebnim informirati učenike da ono »na jeftin način, rasipno i rado, troši ono što su priredili veliki sustavni mislitelji.« (str. 107) Ne samo to: u to doba (18. stoljeće), kada se ruši feudalizam i stvara moderno građansko društvo, »došlo je do dezorijentiranosti u bitku uopće, do zaborava istinskoga bitka.« (str. 107) Od učenika se valjda očekuje da ovakve formule nabifla napamet; ne može se zamisliti kako bi ih srednjoškolac mogao shvatiti, a kamoli argumentirati za ili protiv.

## Jerusalem: Uvod u filozofiju
- Jerusalem, Wilhelm: Uvod u filozofiju, Zagreb: CID, 1996.

Suvremeni čitatelj hrvatskog izdanja Jerusalemovog Uvoda u filozofiju, koji traži ono što naslov knjige naznačuje a ništa ne zna otprije o autoru, bit će, čitajući, sve više zbunjen. Uočit će da nedostaju mnoge stvari koje bi morale biti spomenute; primjerice, autor kaže da je psihologija osnova za filozofska razmatranja i posvećuje joj mnogo prostora, ali nećete naći da se spominje nijedno od velikih imena psihologije raznih smjerova, poput Freuda, Skinnera ili Maslowa. Za sociologiju pak kaže da je  »najmlađa filozofijska znanost« (str. 255).

### Udžbenik star sto godina
Stvar je u tome da ovo izdanje, protivno običajima iole ozbiljnog izdavaštva, ne sadrži nikakav predgovor ni pogovor, osnovne podatke o piscu, pa čak ni godinu izdanja izvornika. Tako neupućeni čitatelj neće znati da je knjiga napisana prije gotovo stotinu godina, uoči Prvog svjetskog rata. Danas je, naravno, zastarjela: upravo u doba kada je pisana, drugi su mislioci i stvaraoci stvarali nove ideje, koje su potpuno promijenile našu sliku svijeta.
Ova je knjiga upotrebljiv priručnik o smjerovima filozofije do njegovog doba, te zanimljiva kao povijesni dokument o jednom svojedobno važnom pravcu filozofiranja (neokantovstvo, koje je razrađivalo razne teme učenja Immanuela Kanta) a nikako kao prvi "uvod u filozofiju" nekom početniku, jer će ga samo zbuniti.

### Definicija filozofije
Jerusalemova je definicija filozofije optimistička i ambiciozna: »Filozofija je posao mišljenja koji poduzimamo u svrhu objedinjavanja svagdanjeg životnog iskustva i podataka znanstvenoga istraživanja u takav jedinstveni i neproturječni nazor o svijetu koji će odgovarati i zahtjevima razuma i težnjama srca.« (str. 7) Početniku u filozofiji vrijedno je da ovu definiciju zapamti i povremeno joj se vraća - da bi razumio zašto su tijekom XX. stoljeća filozofi odustali od tako univerzalne ambicije.
Jerusalem je zastario, ali ga vrijedi proučavati: čitatelj tako može shvatiti zašto kantovci već odavno ne postoje, ali i to da su oni bili ozbiljni mislioci koji su nastojali razumjeti svoje doba (koje je završilo s drastičnim društvenim i svjetonazorskim promjenama koje je donio Prvi svjetski rat), ali se nisu mogli izdići iznad njegovih ograničenja. Nasljednike staloženog načina mišljenja tadašnjih kantovaca može se pronaći među suvremenim analitičkim filozofima, koji također vjeruju u »zdrav ljudski razum« i pozivaju se na iskustvo i znanost, ali sebi zadaju mnogo skromnije ciljeve.
Čitanje ove knjige suvremenim ljubiteljima mudrosti može biti korisno upozorenje o tome koliko je teško izbjeći "duhu vremena". Koliko god sebe smatrali kritičnim i slobodnim duhom, praktički je nemoguće pobjeći nekim samorazumljivim pretpostavkama svojih suvremenika, koje će vam sljedeći naraštaji zamjeriti. ("Samorazumljive pretpostavke" danas su sasvim drukčije, pa i oprečne onima od prije stotinu godina. Pogledajte npr. Badiou: Manifest za filozofiju.)

### Znanost i filozofija
Jerusalem mnogo piše o »znanstvenom stanovištu današnjega doba« (tj. kraja XIX. stoljeća) i njegovom značaju za filozofska promišljanja. Filozofiji postavlja zahtjev da mora »biti empirijska i znanstvena«, osnovana na »čvrstom temelju«. On dobro pozna revolucionarna znanstvena dostignuća svojega doba, koja su dramatično promijenila sliku svijeta, koju je filozofija mogla graditi još sredinom XIX. stoljeća: izvanredni napredak prirodnih znanosti i tehnike, Darwinova teorija evolucije, otkriće stanice u biologiji, pojava znanstvene psihologije i sociologije.
Danas, shvaćanja o tome što to znači »biti empirijski i znanstven« radikalno su promijenjena; filozofija znanosti prošla je dug razvojni put tijekom XX. stoljeća. Svi tadašnji "čvrsti temelji" srušeni su.
Osobito arhaično i naivno zvuči Jerusalemov zaključak da je potrebno vratiti se »zdravome ljudskom razumu«. »Empirijski i strogo znanstveni karakter, povratak zdravome ljudskom razumu formalni su zahtjevi, koje današnje doba postavlja na pravu filozofiju.« (str. 320) Smatra da će se na toj osnovi moći podići i »prava znanstvena etika«. (str. 322) Danas, nakon Freuda, Einsteina, kvantne mehanike, kubizma, Gödela, teorije determinističkog kaosa itd., nitko se više ne može ovako olako pozivati na tzv. zdrav razum.

## Kalin:Povijest filozofije
- Boris Kalin: Povijest filozofije. S odabranim tekstovima filozofa, Zagreb: Školska knjiga. Udžbenik za gimnazije, 27. izdanje 2006.

Ovo je udžbenik povijesti filozofije za gimnazije, koji je bio korišten 1970-ih i 1980-ih godina. Povučen je promjenom političkog sustava početkom 1990-ih godina. zatim je tiskano novo, prerađeno i dopunjeno izdanje 2001., te još dva izdanja do 2006.
Radi se o vrlo dobrom udžbeniku, s preciznim i korektnim prikazima učenja pojedinih filozofa, te priloženim izborom kratkih tekstova. To je vrijedilo i za izdanja koja su izlazila u doba komunističke vlasti. Sada je naravno smanjen prostor posvećen Marxu i marksistima, ali prikaz i prije nije bio panegerički. Prošireno je poglavlje "Suvremena filozofija" prikazom niza filozofa XX st. (neki su aktivni i u XXI.). Dodan je Pregled razvoja hrvatske filozofije. (Nažalost, predgled završava s Vladimirom Filipovićem. U popisu profesora filozofije na Katedri na filozofiju Filozofskog fakulteta u Zagrebu preskočen je Vladimir Dvorniković, što je "danak vremenu": Dvorniković je bio integralni jugoslaven po političkom uvjerenju.)
Znatno je proširen Uvod, tako da sada uz prikaz povijesti filozofije knjiga sadrži i značajan "sustavni" prikaz filozofije. Filozofske discipline podjeljene su ovako: metafizika i ontologija, antropologija, spoznajna teorija ili gnoseologija, etika, estetika, filozofija prirode.
Knjiga je i metodski izvrsno oblikovana, s dobro izabranim naslovima, podjelom na paragrafe, sažecima i pitanjima za vježbu, tako da i danas može poslužiti zainteresiranom učeniku za samostalno proučavanje, a također svakome kao priručnik. Dodani su rječnik, popis literature, kazalo pojmova i kazalo imena. Opća primjedba koja se tu može dati odnosi se na samu zamisao: mogu li se učenici stvarno uživjeti u toliko mnogo situacija i načina mišljenja i procesuirati velik broj informacija u tijeku skromog broja nastavnih sati? Zamisao je možda načelno preambiciozna, ali sprovedena je na optimalan način.
U svim segmentima, riječ je o udžbeniku daleko boljem od Male povijesti filozofije Johannesa Hischbergera, koja ju je naslijedila u srednjoškolskoj nastavi filozofije 1990-ih godina. Prva rečenica Kalinove knjige glasi »Škola u prvom redu treba učiti misliti.«
Povijest filozofije podijeljena je na četiri razdoblja: antička, srednjovjekovna, novovjekovna i suvremena. Ova podjela može zbuniti: kakva je to "suvremena" filozofija koja istovremeno nije "novovjekovna"? Po čemu je Arthur Schopenhauer, rođen 1788. "suvremen", a trinaest godina stariji Schelling nije? Kalin definira: »Istinski suvremeno je ono što odgovara biti vremena, a ne ono što je naprosto sadašnje, novo, moderno« (str.196), što ne izgleda uvjerljiv razlog za takvu podjelu. Jedan René Descartes npr., kojem se filozofi stalno vraćaju (pa tako npr. i Alain Badiou u gore prikazanom Manifestu za filozofiju, itekako je suvremen.

## Marinoff:Umjesto prozaka – Platon!
Lou Marinoff: Umjesto prozaka – Platon! Filozofija kao psihološka pomoć, Zagreb: V.B.Z., 2000. S engleskoga preveo: Dario Borković. (Plato, not Prozac!, 1999.)
Knjiga suvremenog američkog filozofa govori o praksi: Filozofsko savjetovanje. Riječ je o pokretu začetom početkom 1980-ih u Njemačkoj: filozofi se prihvaćaju zadatka savjetovanja pojedinaca u životnim krizama i nedoumicama. »Živa mudrost filozofije, koja se bavi stvarnim životom i time kako ga živjeti, prethodi institucionaliziranosti filozofije kao umne gimnastike koja sa životom nema ništa.« (str. 19)
Koncipirana je u četiri dijela. Prvi dio, Nove primjene stare mudrosti, objašnjava što je filozofsko savjetovanje, odnos prema dominantnoj analitičkoj filozofiji (dobra za sveučilišta, ali malo toga može reći svijetu), te prema prema psihoterapiji, psihoanalizi i psihologiji ("Terapija, posvuda terapija, a nigdje misli").  
Objašnjen je rad u pet koraka, označenih kraticom POAKR (Problem, Osjećaji, Analiza, Kontemplacija, Ravnoteža). Psihološke terapije zastaju na drugom ili trećem koraku. Ključni je četvrti korak, u kojem filozofski savjetnik pomaže pojedincu da se malo odmakne od neposrednosti svojih problema, osjećaja i analize, te da prihvati opće filozofsko gledište na situaciju. Savjetnik pri tome nudi ideje različitih filozofa, koje bi po njegovoj procjeni konkretnoj osobi u konkretnoj situaciji mogle pomoći. Osobito je zanimljivo da Marinoff pri tome podjednako koristi tri tradicije, začete u razdoblju oko 600. do 400. godine pr. Kr. u Grčkoj, Indiji i Kini.  »Moje kolege i ja oslanjamo se na kolektivnu mudrost iz prošlosti, kako bismo svoje klijente vodili u filozofskim usmjerenjima koja im pomažu da razriješe ili da nastoje razriješiti svoje probleme.« (str. 68)
Drugi dio naslovljen je Bavljenje svakodnevnim problemima i prikazuje strukturu raznih problema s kojima ljudi dolaze filozofskim savjetnicima, uz "studije slučaja" iz prakse: problemi u vezama, obiteljskom životu, radu, suočavanju sa sredovječnošću, te zatim problemima etike i morala, smisla i svrhe.
Treći dio govori o prakticiranju filozofije o grupama i organizacijama (osobito je značajno objašnjenje "sokratovskog dijaloga"), a četvrti sadrži razne dodatke (kontakti savjetnika i organizacija i dr.).
Knjiga koju bi svaki suvremeni ljubitelj mudrosti morao pročitati, i koja vjerojatno nekima može i pomoći. Postoji naravno barem jedna grupa ljudi kojima filozofsko savjetovanje neće biti od koristi: to su filozofi.

## Nagel:Što sve to znači?
Thomas Nagel: Što sve to znači? Vrlo kratak uvod u filozofiju, Zagreb: Kruzak, 2002. Preveo s engleskog: Boran Berčić. (What Does It All Means? A Very Short Introduciton to Philosophy,  1987.)
Ova je knjižica, kaže autor u uvodu, »kratak uvod u filozofiju za one koji o njoj ne znaju ništa«. U pogovoru (koji daje informacije o Nagelu), riječki filozof i sveučilišni profesor Boran Berčić je hvali kao »možda najbolji uvod u filozofiju ikada napisan«. Pisana je vrlo jasno i čitko, uvodeći čitatelja u osnovna pitanja kojima se filozofija bavi u posljednja četiri stoljeća. Nagel dosljedno ukazuje na različite filozofske probleme i tipove mogućih odgovora. Ne donosi nikakve podatke o pojedinim filozofima i povijesti filozofije, koji bi skrenuli pažnju čitatelja sa samih problema. Knjiga je podjeljena na devet poglavlja.
- Znamo li išta?
- Tuđi umovi
- Problem odnosa uma i tijela
- Značenje riječi
- Sloboda volje
- Pravo i krivo
- Pravednost
- Smrt
- Smisao života

Započinje od metodske sumnje Descartesa: kako uopće išta možemo znati? Možemo li biti sigurni da postoji vanjski svijet? (Odgovor je: ne možemo. Dosljedni solipsizam načelno se ne može pobiti.) Ako i postoji, otkuda znamo da drugi ljudi imaju "svijest" (a npr. stablo nema)? Ako i imaju, kakav je odnos tijela i uma?
Nakon toga prelazi na pitanje značenja: kako riječi uopće mogu nešto značiti? (Pitanje koje dolazi u središte interesa filozofa tek u 20. stoljeću, pa je i u naslovu ove knjige.)
Sljedeće je pitanje slobode volje: mogu li ljudi zaista birati kako će postupati? Bez obzira kakav bio odgovor, postavlja se pitanje: što je s pojmom odgovornosti? Što je "pravo" a što "krivo", i kako se ta razlika uopće može opravdati? Na jednostavnom primjeru objašnjava Kantov kategorički imperativ u etici. Slijedi razmatranje o socijalnoj pravdi (važan je pojam "distributivne pravednosti"). Završna su razmatranja o smrti i o smislu života, povijesti i svijeta.

## Ortega y Gasset:Što je filozofija?
José Ortega y Gasset: Što je filozofija?, Zagreb: Demetra, 2004. Prevela sa španjolskog: Valentina Otmačić. Priredio: Dimitrije Savić. Uvod: Ignacio Sánchez Cámara. Dodano je pet tekstova pod naslovom "Osvrti na Ortegu". Autori: Javier San Martín, Martin Heidegger, Julián Marías, Mario Vargas Llosa i Fernando Vela (Qué es filosofia?, predavanja iz 1929., prvo izdanje 1957.)

### "Radikalna analiza filozofiranja" pred masovnom publikom
Knjigu čini 11 predavanja velikog španjolskog mislioca iz 1929. Nakon prvog predavanja vlasti su zatvorile madridsko sveučilište i predavanja su nastavljena u jednoj javnoj dvorani, a zatim, zbog velikog interesa, u kazalištu. Dnevnik El Sol poslije svakog predavanja objavljivao je opsežni izvještaj, a zatim i komentar.
Ortega y Gasset na početku upozorava da ne želi napisati "uvod u filozofiju", nego upravo suprutno: »želim uzeti samu filozofsku aktivnost, samo filozofiranje, i podvrgnuti ga radikalnoj analizi.« (str. 29) Kako znalac, tako i početnik u filozofiji može (i danas) naći pouku i zadovoljstvo u autorovom lijepom i jasnom stilu. »Uvijek sam vjerovao da je jasnoća znak filozofove uljudnosti.« (str. 30) Dapače: »Filozofija je enormna požuda za transparentnošću.« (str. 124)
Ovo nije ni povijesni ni sustavni uvod u filozofiju, nego filozofiranje o njenim osnovama, dostupno međutim i početnicima. Autor je filozof fenomenološke orijentacije, na tragu Husserla, osobito njegovog ponovnog promišljanja Descartesa. S poštovanjem spominje i Heideggera, čija je knjiga Bitak i vrijeme izašla dvije godine ranije. (str. 234) Njihov stil je međutim izrazito težak i laiku nedostupan. Ortegin pojam "moj život" odgovara Husserlovom "svijet života".

### Kratak prikaz izlaganja
Slijedi kratak prikaz osnovne crte izlaganja. Tekst je bogat mnogim pripomenama i digresijama koje znatno obogaćuju sadržaj.
Razdoblje od 1840. do 1900. bilo je "antifilozofsko": pozitivizam, pragmatizam, "teror laboratorija", "imperijalizam fizike".  Tijekom posljednje generacije (tj. tridesetak godina) došlo je do obnove interesa za filozofiju (kriza osnova fizike i osnova matematike).
Početna definicija: Filozofija je spoznaja Univerzuma. Težnja spoznaji posljednje i potpune istine ("pantonomija"). Moguće je međutim i to, da je zadatak nerješiv. Univerzum možda nije cjelovit, možda je "multiverzum". Filozofija traga za "univerzalnim bitkom": onim što u svemu prisutnom uvijek nedostaje.
Filozofija mora biti autonomna: ne smije prihvatiti nikakvu istinu utemeljenu izvan nje same, izvan njenog sustava. I osnovna uvjerenja, kao što je ono o postojanju vanjskog svijeta, u teoriji su dvojbena (radikalni skepticizam). Pri svom filozofiranju, ipak, ne treba biti smrtno ozbiljan: shvatite to kao šport.
Polazimo od onog što je "prisutno"; tražimo ono što je "evidentno". Koristimo intuiciju, da bismo adekvatno sagledali predmet. »O svemu što nam je prisutno po adekvatnoj intuiciji možemo govoriti strogo, a ne tek približno istinito.« (str. 145) Autonomija, pantonomija i adekvacija uvjeti su za filozofiju.
Težeći "spoznaji svega" moramo prvo odrediti za koje stvari možemo biti sigurni, da jesu: što je "radikalna datost"? U dvojbi, sigurna je samo dvojba (Descartes). Epoha Moderne temelji se u teoretskom primatu uma. "Bitak za sebe" jest svijest, a ne duša iili duh. Misao neprestano stvara samu sebe: čista virtualnost. Povijesni korijeni otkrića subjektivnosti u Moderni su skepticizam i kršćanstvo.
Kod Fichtea, idealizam je na vrhuncu. Nadmašivanje idealizma je tema našeg vremena. Descartes griješi kada iza virtualnog bitka misli traži neku "stvar", neki skriveni potporanj. U toj dvojnosti do danas žive idealizam, modernost, Europa. »Ja nisam ništa drugo nego svoje vlastito sebepojavljivanje - upravo tako, radikalno, kud puklo da puklo. Sve ostalo je magija.« (str. 210)
Valja nam ispraviti polaznu točku filozofije. Radikalna datost Univerzuma nije naprosto misao ili Ja, nego supostojanje mene i svijeta. Prvotna zbilja, datost, jest "moj život", ne moje Ja samo. Radikalni problem filozofije je definiranje tog načina bivstvovanja, zvanog "moj život". Živjeti nitko ne može za mene; život nije apstraktni pojam. 
Prvi put filozofija polazi od nečega što nije apstrakcija. Sama filozofija je oblik života. »Živjeti je susresti sebe u svijetu.« (str. 234) »Živjeti je neprestance odlučivati što ćemo biti.«  (str. 239) Čovjekov život je paradoks, jer određuje se prvenstveno ne prema onome što jest, nego prema onome što će biti. »Naš je život, htjeli mi to ili ne, u samoj svojoj biti futurizam.« (str. 264) Čovjek u svakom trenutku odlučuje da čini jedno ili drugo, ali uvijek u određenim okolnostima, ovdje i sada.
Život je "preokupacija", odlučivanje o onome što će "okupirati" naš život. Ogromna većina ljudi međutim živi "dez-preokupirano": prepušta struji da je nosi, prepušta teret preokupacije na kolektiv. Dez-preokupirani čovjek pokušava krivotvoriti samoga sebe. Pred nama je zadatak izrade potpunijeg života, koristeći materiju ovoga svijeta.

## Pejović: Veliki učitelji mišljenja
Danilo Pejović: Veliki učitelji mišljenja, Zagreb: Naklada Ljevak, 2002. (Članci ranije objavljeni 1977. – 2001.)

### Autorov predgovor
Citiramo u cijelosti kratki autorov predgovor:
Rasprave i ogledi u ovoj knjizi povezani su tematski, a okolnost što se u tome nazire i vremenski slijed, još ne znači da se oni mogu smatrati samo poglavljima jedne nepotpune povijesti na putu od mythosa do logosa - filozofije u svojim epohalnim mijenama kao znanosti, kao svjetonazora, i najzad kao apsolutnog znanja što ukida povijest.
Iznad svega, te su rasprave i ogledi pokušaji dijaloga o stvari mišljenja s najznačajnijim misaonim pothvatima europske tradicije i raskida s njom od Platona do Heideggera, naime s određenim aspektima njihova shvaćanja bitka, i vođenja takva otvorena razgovora u sklopu vlastite nakane promišljanja smisla i sudbine Zapada. U takvu dijalogu s velikim učiteljima mišljenja postupno se nadilaze granice vremena njihova djelovanja, između vremena prošloga i vremena sadašnjeg povijesnost razumijevanja uspostavlja sporazumijevanje.
Na taj način ti veliki učitelji - bitni mislioci, ostaju naši trajni pratioci i misaoni partneri u dijalogu o stvari mišljenja kada smo suočeni sa suvremenim iskušenjima konačnosti našega povijesnog iskustva svijeta i izazova planetarne tehnike, i zacijelo će nam oni biti od nasušne pomoći u traganju za izgubljenim smislom Moderne.

### Ukratko o knjizi
Knjiga sadrži kratki predgovor i deset tekstova objavljenih između 1977. i 2001. godine, te dva filozofska pisma, Descartesovo i Kantovo, koja se u ovoj knjizi objavljuju prvi put u prijevodu na hrvatski (oba su zanimljiva i pristupačna čitatelju bez većeg predznanja). Članci donose osnovne biografske podatke i obrađuju neke osnovne teme značajnih mislilaca. Knjiga je pogodna kao dodatna literatura za studente ili ambiciozne srednjoškolce.
Naslovi poglavlja:
- Dijalektika ideja i Platonova ontologija
- Aristoteles Philosophus
- Descartesova metoda i prva filozofija
- Spinoza i historijsko mišljenje
- Kantova kritika metafizike
- Hegel i Kantova ideja o vječnom miru
- Hegelova spekulativna dijalektika
- Karl Jaspers. Između opstanka i samobitka
- Egzistencijalna psihologija Detleva von Uslara
- Heidegger na prijelomu stoljeća
- Dodatak: Dva filozofska pisma
  - René Descartes: Pismo Picotu (o Načelima filozofije)
  - Immanuel Kant: O tobožnjem pravu na laganje iz čovjekoljublja

## Raeper i Smith:Kratka povijest ideja
William Raeper i Linda Smith: Kratka povijest ideja. Prekretnice u povijesti ljudske misli, Zagreb: Mozaik knjiga, 2001. Prevela s engleskog: Divina Marion. (A Brief Guide to Ideas, 1991., 1997.)
Autori paralelno prikazuju povijest ideja u europskoj filozofiji i u kršćanskoj religiji, a povremeno i u književnosti i drugdje. Razmatraju i razne "zdravorazumske" ideje koje dolaze do izražaja u svakodnevnom životu, društvenim i političkim zbivanjima, raznim znanostima.
Kombiniraju sustavni (problemski) i povijesni prikaz. Knjiga je jednostavno pisana, prikazujući složene ideje maksimalno običnim riječima. Nije "formalni" udžbenik; cilj nije podučavanje, nego poticanje na samostalno promišljanje. »Nadamo se da će vam vježba u filozofskom i religioznom razmišljanju omogućiti širi izbor između različitih načina na koje se o stvarima može razmišljati.« (str. 9) »Smisao je filozofije u postavljanju pravih pitanja, a ne u pronalaženju pravih odgovora.« (str. 13)
Čitatelj s više predznanja može zamjeriti da je pojednostavljivanje ponekad preveliko, pa se složene ideje banaliziraju, a termini olako koriste (pa tako i sam termin "filozofija" u svakodnevnoj upotrebi umjesto "koncepcija", "svjetonazor" i sl.).
Knjiga je pisana za britansku publiku, pa će hrvatski čitatelj ponekad imati problema, primjerice kada se spominju neke "općepoznate" činjenice iz britanske povijesti, neki zakoni bez posebne naznake da se radi o britanskim zakonima, itd. Slično je i u religiji, s obzirom na to da su protestantske religijske tradicije kod nas malo poznate.
Knjiga je podijeljena na Uvod, 16 dijelova i 48 poglavlja, te Dodatak naslovljen "Za dalje razmišljanje". Naslovi dijelova su često razna pitanja, kojima se filozofija i religija bave.
1. Način i predmeti spoznaje: Epistemologija
  - Sokrat, Platon, Aristotel, Augustin
2. Tko sam ja?: Pitanje identiteta.
  - Aristotel, Platon, Descartes, moderna psihologija
3. Postoji li Bog?: Filozofija religije
  - Anselmo, Toma Akvinski, mistika
4. Putovi koji vode do spoznaje: Racionalizam i empirizam
  - Descartes, Locke, Berkeley, Hume
5. Zašto postojimo?: Egzistencijalizam
  - Kierkegaard, Heidegger, Sartre
6. Postoji li sve samo u našoj glavi?: Psihologija
  - Feuerbach, Freud, Jung,
7. Organizacija društva: Politika
  - Platon, Machiavelli, Marx
8. Je li čovjek mjera svih stvari?: Humanizam
  - Erazmo, Nietzsche, J. S. Mill, Russell
9. Tko je Isus?: Kristova osoba
10. Kakvo mjesto Biblija ima u našem životu?: Pitanja tumačenja

Origen, Luther, Calvin, Friedrich Schleiermacher, Karl Barth, Rudolf Bultmann 
1. Može li znanost biti odgovor na sve?: Znanost i vjerovanje

Darwin, Einstein
1. Priroda smisla: Skepticizam i pluralizam

Kant, Wittgenstein
1. Gdje su granice stvarnosti?: Paranormalno
2. Bog Majka: Feminizam
3. Sve je dopušteno?: Relativizam nasuprot izvjesnosti

William James, Jacques Lacan, Michel Foucault, Jacques Derrida
1. Renesansa ili samozavaravanje?: Novo doba i njegov način razmišljanja

- Dodatak: za daljnje reazmišljanje

## Robinson:Filozofija za početnike
Dave Robinson i Judy Groves: Filozofija za početnike, Zagreb: Naklada Jesenski i Turk, 2001. Preveo s engleskog: Dinko Telećan. (Introducing Philosophy, Cambridge, United Kingdom: Icon Books Ltd., 1998. Robinson je autor teksta, a Groves ilustratorica.
Ilustrirana knjižica (moglo bi se reći "slikovnica") pripada vrlo uspješnoj seriji "Introducing…", tj. "za početike". U toj seriji objavljen je i niz knjižica o pojedinim filozofima, pravcima ili temama, koje se također može preporučiti za čitanje.
Tekst je kratak i precizan, te daje osnovne informacije. Sadržaj je standardan za knjige iz povijesti filozofije. Nakon kratkog uvoda, razlaganje počinje s prvim grčkim filozofima iz Mileta, te nastavlja kroz razdoblja antičke, srednjovjekovne i novovjekovne filozofije. O raznim filozofima, uz osnove njihovog učenja, novode se i značajni podatci ili anegdote iz njihovog života, koje pridonose razumijevanju.

### Filozofija XIX. stoljeća
U XIX. stoljeću podjednaka pažnja pridana je različitim filozofima i divergentnim smjerovima, koji se povezuju s različitim političkim ideologijama aktualnima u XX. stoljeću; autori su izbjegli neobjektivnost nekih drugih suvremenih prikaza koji prema svojim filozofskim i političkim simpatijama neke važne autore i smjerove zanemaruju, npr. Marxa (zbog neprijateljstva prema marksizmu) ili američki pragmatizam (zbog europske "kontinentalne" netrpeljivosti prema navodnoj anglosaksonskoj "plitkosti").

### Filozofija XX. stoljeća
Prikaz filozofije XX. stoljeća započinje kratkim osvrtom na "filozofsku bujicu" koju danas proizvodi 10.000 profesionalnih akademskih filozofa u Sjedinjenim Američkim Državama. Zatim se uz neke opće opaske prikazuju različiti mislioci i smjerovi.
Nietzsche je kazao da su filozofske ideje samo vladajuća uvjerenja nekog doba. Takva je i filozofija 20. stoljeća. Filozofi se nastoje na različite načine baviti istim prevladavajućim temama, kao što su problemi suvremenog masovnog društva, gubitak individualnog identiteta, sumnja i relativistička neizvjesnost. Osim toga, osobito su usmjereni na složene probleme ljudske svijesti, značenja i logike. Filozofija se u posljednjih osamdeset godina često razvrstava ili kao "analitička" ili kao "europska". Europsku filozofiju obilježava ponovno promišljanje tradicije koju su uspostavili Descartes, Kant i Hegel. (str. 116)
Slijedi prikaz fenomenologije i egzistencijalizma. Nakon toga prelazi se na analitičku filozofiju.
Gottlob Frege (1848. – 1926.) živio je povučenim i neuzbudljivim životom, ali je zauvijek promijenio zapadnu filozofiju učinivši, umjesto "problema spoznaje", logiku temeljem suvremene filozofije. Odbacio je tradicionalnu deduktivnu logiku i stvorio novu "formalnu" i "simboličku" inačicu. (str. 128)
Slijede kratke opaske o filozofiji matematike, te prikaz logičkog pozitivizma i filozofije običnog jezika.
Podjela između "europske" i "analitičke" filozofije - koja je, kao što smo vidjeli, prilično nejasna - u svakom je slučaju manje važna od priznanja da u 20. stoljeću očito nadmoćno vlada znanost. Nisu filozofi, nego znanstvenici promijenili naš način života, znanje o svijetu i gledišta o nama samima. (str. 144)
Slijedi prikaz filozofije znanosti, a zatim se prikazuje postmodernizam: problem odnosa jezika i zbilje, strukturalizam, te poststrukturalizam, naručito Derridaova dekonstrukcija.
Nijedna grana ljudskog znanja nije pošteđena tog radikalnog i nagrizajućeg postmodernističkog relativizma. Znanost i logika se jednako tako optužuju da su "konstrukcije" - puka tumačenja iskustva. (…) Većina suvremenih znanstvenika svjesno izbjegava pitanja o znanstvenoj "istini", jer uviđaju da je znanstvena spoznaja uvijek provizorna. Mnogi priznaju da više ne vjeruju u Prirodu kojom upravljaju stalni zakoni" što su ih otkrili objektivni znanstvenici. (str. 188)
Nisu, međutim, svi znanstvenici i filozofi podlegli postmodernističkom skepticizmu. Mnogi bi još čvrsto pobijali stajalište da je znanstvena spoznaja "tvrdih" prirodnih znanosti tek "jedan diskurs među drugima" ili "društvena konstruckija" koja spada u specifičan zapadnjački "pogled na svijet". (str. 169)

## Russell:Mudrost Zapada
Bertrand Russell: Mudrost Zapada, Split: Marjan tisak, 2005. Preveli: Marija i Ivan Salečić. (Wisdom of the West, 1959.)
Ovo izdanje, koje se prodavalo uz dnevne novine "Slobodna Dalmacija", reprint je izdanja iz 1970. Zato će čitatelj ponekad biti zbunjen danas zastarjelom terminima i pravopisom, a ima i tiskarskih grešaka.

### Obavezno štivo za ljubitelja mudrosti
Jedan od najvećih filozofa 20. stoljeća objavio je ovu knjigu u starosti od 87 godina. Pisana je jasnim stilom, svojstvenom Russellu. Rijedak slučaj da vrhunski mislilac napiše objektivan prikaz raznih filozofskih učenja, uključujući i svoje suvremenike; naravno, onoliko objektivan, koliko je u filozofiji to uopće moguće. Zato je ovo nezaobilazno štivo za svakoga, koga filozofija zanima.
Uz prikaz pojedinih učenja, ukratko prikazuje društvene okolnosti u kojima su nastajala. Russell upozorava da se filozofija ne može definirati. »Svaka je definicija sporna i već sadrži filozofski stav. Jedini način da se dokuči što je filozofija jest da se filozofira.« (str. 7) »U filozofiji nisu toliko važni odgovori koliko pitanja.« (str. 18)

### Nerazumijevanje egzistencijalizma
Kad je riječ o egzistencijalizmu, Russellov je prikaz manjkav; neminovna posljedica činjenice da se radi o načinu mišljenja koji mu je tuđ.  Za Russella je egzistencijalizam pretežno »emocionalni prosvjed iz psiholoških razloga« (str. 304).  Martin Heidegger, jedan od ključnih mislilaca 20. stoljeća, prikazan je u samo nekoliko redaka; Russell kaže da se tu »jezik razulario« te da se »psihološko opažanje protura kao logika« (str. 303).Heidegger psihološkom razmatranju tjeskobe, koje vodi na misao o Ništa, daje ontološko značenje. Russell smatra samorazumljivim da jedino razum ima "ontološki značaj", a emocije ne, s čim se ne moraju svi složiti.

### Filozofija matematike i Russellov paradoks
Sebe samog Russell spominje skromno, tek u prikazu novije filozofije matematike. Spominje djelo Principia Mathematica, koje je napisao zajedno s Whiteheadom, nastojeći razviti teoriju prirodnog broja, kojom bi se pokazalo da je čista matematika samo produljenje logike (logicizam). Navodi i paradoks u vezi s "klasom svih klasa koje nisu članice sebe samih" (Russellov paradoks). Ne navodi međutim Gödelove teoreme, koji su pokazali načelnu neostvarivost logicističkog programa.

### Na raspuću "analitičke" i "europske" filozofije
Čitatelj navikao na preglede povijesti filozofije koje su pisali europski "kontinentalni" autori, zamijetit će da kod Russella nema posebnog poglavlja Klasični njemački idealizam. Kantu i Hegelu posvećena je znatna pažnja, ali u okviru poglavlja "Prosvjetiteljstvo i romantizam".
Mislioci engleskog govornog područja ("anglosaksonski"), iako uvažavaju Kanta, ne pridaju njegovom "kopernikanskom obratu" ono značenje, koje mu pridaje "kontinentalna" tradicija. Tako su nastale dvije grane filozofskog mišljenja, koje se u XX. stoljeću razlikuju kao "analitička" i "europska". Russell pripada "anglosaksonskoj" tradiciji, ali visoko uvažava "kontinentalnu". Bitno je utjecao na analitičku školu, ali je nezadovoljan njezinim razvojem.

### Nezadovoljstvo "analitičkom skolastikom"
Prikaz razvoja "mudrosti Zapada" započinje s Talesom i ide standardnim redoslijedom, završavajući s Wittgensteinom, Russellovim učenikom i nastavljačem, koji ga je slavom i utjecajem prevazišao, a kasnije se od njega znatno udaljio. Russell nije zadovoljan razvojem škole "lingvističke analize" (Analitička filozofija) koja je uslijedila. »Pojavila se jedna nova vrsta skolastike i poput svoje srednjovjekovne prethodnice tjera samu sebe na prilično uski puteljak.« (str. 309) Već u predgovoru (str. 5) ironično spominje one koji misle da je filozofija počela 1921. (godina objavljivanja Wittgensteinovog Tractatus logico-philosophicus).

## Sršen:Nagovor na filozofiju
Marko Sršen: Nagovor na filozofiju, Zagreb: Naklada Jesenski i Turk, 2002.

### Dramatičarev uvod u filozofiju
Knjižica pisana u tradiciji dijaloga između Filozofa i Nefilozofa. Autor je redatelj i dramski pisac, predavač kazališne režije na Akademiji dramske umjetnosti u Zagrebu; nije filozof po struci, ali jest "ljubitelj mudrosti". Zato i Nefilozof u ovim promišljanjima nije unaprijed osuđen na poraz.
Kao dramatičar, Sršen mnogo pažnje pridaje anegdotama iz života raznih filozofa (Tales, Diogen, Lao Ce, Immanuel Kant idr.), smatrajući da njihov životni stil ukazuje na bit njihovih učenja. Ne ulazi u složena razmatranja. Laik će iz ove knjižici naučiti tek nekoliko detalja iz povijesti filozofije, ali može osjetiti nešto od njenog duha.

### Senekin paradoks
Nakon priče o Diogenu koji nije ništa pisao, ali je dosljedno živio u skladu sa svojim uvjerenjima, Sršen piše: »Novovjekovna filozofija zatvorila je misao u knjige razumljive samo filozofima i ljubiteljima filozofije (…) Nije li filozofija putujući na ovakav način kroz povijest prema visokim proplancima uma sama promašila svoj put i pravac? (…) Poslije Grka, nažalost, važi takozvani Senekin paradoks: "Jedno propovijedam, a drugo živim!"« (str. 73-74)
Ovaj citat dobro objašnjava zašto se neprofesionalni filozof upustio u "nagovaranje na filozofiju": filozofija se s "visokih proplanaka", koji međutim postoje samo u knjigama, mora vratiti u život.

## Strawson:Analiza i metafizika
Peter F. Strawson: Analiza i metafizika. Uvod u filozofiju, Zagreb: KruZak, 1999. S engleskog preveo: Filip Grgić. Pogovor: Nenad Miščević, str. 131-151. (Analysis and Metaphysics. An Introduction to Philosophy, Oxford University Press, 1992.)

### Konceptualna analiza i deskriptivna metafizika
Autor pripada tradiciji oxfordske filozofije običnog jezika, jednog od pravaca u analitičkoj filozofiji. Metafiziku on razmatra kao »deskriptivnu« misaonu djelatnost: ne treba se upuštati u spekulacije, što su filozofi kroz povijest činili. Zahvaljujući tome, knjiga je, kako Miščević kaže, »kristalno jasno pisana« (str. 131), iako ne i "elementarna". »Ne postoji nešto takvo kao što je elementarna filozofija. Filozofski bazen nema plićaka.« (Strawson u Predgovoru).
Njezin je predmet pretpostavljena »jezgra ljudskog mišljenja«, koja se može pronaći analizom jezika, a njeni su aspekti artikulirani u raznim filozofskim učenjima kroz povijest. Analiza jezika kao takvog, s raznim njegovim mogućnostima, oslobađa nas mukotrpne obaveze da u detalje proučavamo spekulativne sustave raznih filozofa odnosno metafizičara.
Aktivnost »analitičkog filozofa« je »konceptualna analiza« (str. 2), odnosno »analiza ideja« (str. 17). Predmet je analize pretpostavljeni konceptualni aparat, sadržan u jeziku; njime svi, govoreći svoj materinji jezik, implicitno vladamo, kao što implicitno znamo gramatiku materinjeg jezika čak i ako ne znamo precizno njena pravila artikulirati. (str. 6) Filozof se bavi konceptima (idejama) na isti način kao lingvist gramatikom: eksplicitno iskazati ono, što implicitno svi znaju. On se »trudi da stvori sustavno objašnjenje opće konceptualne strukture za koju nam naša svakodnevna praksa pokazuje da njome prešutno i nesvjesno vladamo«. (str. 7) Takva je pak analiza povezana s »fundamentalnom ontologijom« (str. 42 i drugdje), koja je deskriptivna a ne spekulativna ili normativna.
Također spominje kao vrlo značajnu i 
Wittgeinsteinova sliku filozofa kao "terapeuta", koji ukazuje na jezikom uzrovoane zablude mišljenja. (str. 3-4)

### Problem odnosa "deskripcije" i "spekulacije"
Strawson daje jednostavan i načelan uvod u pravac filozofskog mišljenja, koji pod imenom analitičke filozofije danas suvereno dominira na odjelima za filozofiju sveučilišta u anglosaksonskom svijetu (druge se tradicije, koje u Europi proučavamo na odjelima za filozofiju, tamo proučavaju na odjelima za književnost i drugima). Hrvatskom je čitatelju također koristan pogovor Nenada Miščevića, koji daje dodatna razjašnjenja.
Onaj koji pretpostavke analitičke filozofije (odnosno, posebno, "filozofije običnog jezika") ne želi prihvatiti kao samorazumljive, treba imati na umu: postojanje »jezgre ljudskog mišljenja«, te da se ona može pronaći analizom svakodnevnog jezika (što čini »deskriptivnu metafiziku« mogućom), također su spekulativne pretpostavke, koje i mnogi analitičari odbacuju. Osim toga nedokazana je pretpostavka da ta "jezgra" zapravo već sadrži sve ono (ili sve ono što ima neku vrijednost) što možemo naći u spekulacijama brojnih mislilaca kroz 2500 godina filozofije.
Jezik (svaki ljudski jezik, čak i primitivan) posjeduje neiscrpne mogućnosti izražavanja raznih "ideja" u raznim formama, kao što npr. i glazba ima neiscrpne mogućnosti. Recimo da netko kaže da postoji "jezgra ljudskog muziciranja« i da se ono može pronaći analizom "svakodnevne" tj. "narodne"  glazbe s njenim jednostavnim formama, pa možemo zanemariti grandiozne "spekulacije" vrhunskih glazbenika. Takva analiza može biti zanimljiva sa stajališta, recimo, antropologije, ali da li bi nam zaista pomogla da shvatimo glazbu kao takvu? Možemo li proučavanje Mozarta, Wagnera ili Micka Jaggera zamijeniti nečim takvim?
Oxfordska filozofija običnog jezika, usprkos određenom uvažavanju nekih njenih uvida, došla je čak i u anglosaksonskom svijetu na loš glas zbog svoje ograničenosti. Zato i sam Strawson u svojim kasnijim djelima taj naziv izbjegava.

## Vlastelica:Filozofska čitanka
Ante Vlastelica: Filozofijska čitanka. Zbirka tekstova za uvođenje u filozofiju u filozofijsko mišljenje, Zagreb: Alka script, 2004.
Knjiga nastavnika filozofije, zamišljena kao čitanka prvenstveno za srednjoškolce. Sadrži kraće tekstove, uglavnom pasuse iz većih spisa filozofskih autora i nekih nefilozofskih (vjerski spisi, znanstvenici). Dodane su kratke uvodne bilješke te pitanja (zadaci) za učenika.
Raspoređeni su u šest poglavlja i u potpoglavlja po temama, a unutar potpoglavlja tekstovi su poredani uglavnom kronološki.
1. Kozmološka pitanja
2. Kozmološko-ontološka pitanja
3. Spoznaja, znanje
4. Etika, moral
5. Problemi estetike
6. Čovjek i novovjekovni svijet

Uz autore koji su standardni sadržaj svake ovakve čitanke, te neke hrvatske filozofe koji su napisali relevantne tekstove, ima i nekih zanimljivih tekstova koji šire vidike o suvremenim znanstvenim spoznajama i diskusijama. To su npr. tekstovi Stevena Weinberga i Stephena Hawkinga o podrijetlu svemira, Alberta Einsteina o teoriji relativnosti, te nekoliko tekstova o problemima bioetike.
Izbor je zanimljiv, a autorove kratke uvodne bilješke dobre i poticajne, pa se ova knjiga može preporučiti ne samo srednjoškolcima, nego i drugim laicima koji se žele uvesti u filozofsko mišljenje.

## Warburton:Filozofija. Osnove
Nigel Warburton: Filozofija. Osnove, Zasgreb: Kruzak, 1999.
Knjiga suvremenog britanskog filozofa sustavni je uvod u problemska područja filozofije. Podjeljena je u sedam poglavlja:
1. Bog
2. Ispravno i pogrešno
3. Politika
4. Vanjski svijet
5. Znanost
6. Duh
7. Umjetnost

Svako poglavlje podjeljeno je na paragrafe, u kojima se razmatraju pojedini problemi i argumenti. Na završetku svakog poglavlja dati su kratki "Zaključak" te "Prijedlozi za daljnje čitanje"; potonji se odnose samo na knjige na engleskom, iako je za neke hrvatski izdavač dodao bilješku da postoji prijevod na hrvatski.
Razmatranja autor započinje od prevladavajućih ili povijesno izvornih predodžbi i uvjerenja: prvo poglavlje počinje argumentima za postojanje Boga, drugo kršćanskom etikom, treće pojmom jednakosti, četvrto zdravorazumskim realizmom itd. Zatim razvija probleme, argumente i protuargumente, zahvaćajući različita učenja, uz minimalno korištenje citata i povijesnih podataka, slično kao u gore prikazanoj knjižici Thomasa Nagela. To je metodski dobar pristup da se čitatelj usredotoči na temu, bez gubljenja u detaljima. Pri tome autor s jednakom lakoćom prikazuje diskusiju o metafizičkim kao i o praktičkim problemima.
Ovo je vrlo dobar uvod u filozofiju, iako bi se mogla dati primjedba da neke važne teme nisu obrađene; npr. u poglavlju o znanosti prikazana je samo diskusija o zasnivanju znanstvene metode, a nedostaje prikaz dilema o korištenju dostignuća znanosti i tehnologija (atomska bomba, ekološka kriza, komercijalizacija isl). Početnik u filozofiji također mora znati da je. uz sustavni uvod, za valjano razumijevanje potrebno proučiti i neki prikaz povijesti filozofije.

## Zelić:Vodič kroz filozofiju
Ivan Zelić: Vodič kroz filozofiju, Split: Verbum, 2006.
Knjiga je zamišljena kao priručnik za ambicioznije gimnazijalce, te za studente i druge koji se žele upoznati s filozofijom. Autor kombinira sustavni i povijesni pristup. Podijeljena je u tri dijela. Prvi i treći sadrže sustavni pristup ("Uvod u filozofiju" i "Problemi filozofije"), a srednji dio naslovljen je "Povijest filozofije" i obuhaća 2/3 knjige. Autor, po vlastitim riječima, želi izbjeći »pretjeranu povijesnost«, koja je »kronična bolest nastave filozofije u Hrvatskoj«.
Povijest filozofije podijeljena je na četiri perioda: antička, srednjovjekovna, "ranija moderna" (zaključno s Hegelom) te "Novija filozofija". U posljebnom poglavlju ukratko je prikazana hrvatska filozofija. Uz važnije filozofe na kraju poglavlja, pod naslovom "Osvrt", data je autorova ocjena.
Povijesni i sustavni dio međusobno su prožeti. Sustavni dio ("Problemi filozofije") često daje važne dodatne informacije o učenjima pojedinih filozofa. Podijeljen je na deset poglavlja: filozofija spoznaje, metafizika, filozofska antropologija, etika, estetika, filozofija politike, filozofija povijesti, filozofija jezika, filozofija znanosti i filozofija matematike.
U povijesnom pregledu nedostaje poglavlje o prosvjetiteljstvu. Između Hegela i Marxa nedostaje važna informacija o podjeli na starohegelovce i mladohegelovce, važna za razumijevanje Hegelove filozofije. U osvrtima na Hegela i Marxa do izražaja dolazi autorova politička netrpeljivost; Marxovu misao svodi samo na propali politički projekt komunizma. Nedostaje prikaz postmodernizma.
U cjelini, ovo je vrlo dobar priručnik koji ispunjava svoj cilj. Kombinacija sustavnog i povijesnog pristupa plodotvorno je izvedena.